# Aino Angerkoski
Aino Angerkoski (San Petersburgo, 9 de enero de 1898-Helsinki, 3 de marzo de 1974) fue una cantante y actriz finlandesa.

## Biografía
Su nombre completo era Aino Elina Angerkoski, y nació en San Petersburgo, Rusia, siendo sus padres Karl Emil Angerkosken y Anna Katarina Nyströmin. Su hermano menor era el actor Kaarlo Angerkoski. La familia Angerkoski se fue a vivir a Finlandia tras el inicio de la Revolución rusa en el año 1917.
Aino Angerkoski dio su primer concierto como cantante en 1932. Más adelante cantó en la radio, y formó parte del coro de la Ópera Nacional de Finlandia. Compaginaba su trabajo artístico con el de empleada en una oficina del Departamento de Policía de Helsinki. En el año 1936 participó en 12 grabaciones acompañando a artistas como Aapo Similä, Elli Ranta, Armas Hanttu y Gustaf Nieminen.
Desde 1937 a 1961, fue actriz en un total de 26 producciones cinematográficas finlandesas. Sus actuaciones de mayor relevancia tuvieron lugar en 1940 en la cinta de Hugo Hytönen Ketunhäntä kainalossa, y en 1953 en la de Lasse Pöysti 2 hauskaa vekkulia. La última película de Angerkoski fue la cinta dirigida por Åke Lindman en 1961 Kertokaa se hänelle....
Aino Angerkoski falleció en Helsinki, Finlandia, en el año 1974.

## Filmografía
- 1937: Finskt blod
- 1938: Tulitikkuja lainaamassa
- 1938: Syyllisiäkö?
- 1938: Vieras mies tuli taloon
- 1938: Nummisuutarit
- 1939: Under knutpiskan
- 1939: Halveksittu
- 1940: SF-paraati
- 1940: Lapseni on minun...
- 1940: Ketunhäntä kainalossa
- 1941: Viimeinen vieras
- 1942: Onni pyörii
- 1942: August järjestää kaiken
- 1942: Puck
- 1943: Förbjudna stunder
- 1943: Nuoria ihmisiä
- 1944: Ballaadi
- 1944: Sylvi
- 1944: Kartanon naiset
- 1946: Kirkastuva sävel
- 1947: Särkelä itte
- 1952: Kipparikvartetti
- 1953: 2 hauskaa vekkulia
- 1957: Pikku Iloa ja hänen karitsansa
- 1961: Kertokaa se hänelle...
- 1967: Akat pyykkirannassa eli täältä pesee (corto TV)